# Boris Novikov
Pour les articles homonymes, voir Novikov.
Boris Kouzmitch Novikov (en russe : Бори́с Кузьми́ч Но́виков), né le 13 juillet 1925 à Riajsk et mort le 25 juillet 1997 à Moscou, est un acteur russe.

## Biographie
Boris Kouzmitch Novikov naît à Riajsk. En 1948, il sort diplômé du studio théâtral dirigé par Iouri Zavadski et devient acteur du théâtre Mossovet. Il y brille entre autres dans le rôle de Vassili Tiorkine dans le spectacle mise en scène par Alexandre Schaps en 1961. En 1963-1972, il est acteur du théâtre académique de la Satire de Moscou. En 1972, à cause du diabète, il rompt avec le théâtre et ne travaille que pour le cinéma. Sa carrière cinématographique compte environ 150 films. Acteur de genre il se démarque particulièrement dans des petits rôles et rôles secondaires et reçoit le surnom de "Roi de l'épisode". Il prête également sa voix aux personnages des dessins animés. Son personnage le plus célèbre des dessins animés est le facteur Petchkine de la série Trois de Prostokvachino (dir. Vladimir Popov). L'acteur a joué l'un de ses derniers rôles dans le film Le Retour du cuirassé en 1997, peu avant sa mort. Il est nommé artiste du peuple de la fédération de Russie en 1994. Il vit dans l'immeuble d'habitation de la berge Kotelnitcheskaïa.
Mort le 26 janvier 2008 à Moscou, Boris Novikov est enterré au cimetière Danilovski dans le district administratif sud.

## Prix et Récompenses
- Artiste du peuple de la fédération de Russie (1994)

## Filmographie partielle
- 1958 : Le Don paisible (Тихий Дон, Tikhiy Don) de Sergueï Guerassimov : Mitka Korchunov[1]
- 1961 : Récit des années de feu (Повесть пламенных лет, Povest plamennykh let) de Yuliya Solntseva : Mandryka
- 1961 : Les Cosaques (Казаки) de Vassili Pronine : Nazarka
- 1961 : Absolument sérieusement (Совершенно серьёзно), film à sketches d'Eldar Riazanov, Leonid Gaïdaï, Naum Trakhtenberg, Eduard Emoïro et Vladimir Semakov
- 1961 : Les Voiles écarlates (Алые паруса, Alye paroussa) de Alexandre Ptouchko : artiste peintre (non crédité)
- 1969 : Adjudant de son Excellence (Адъютант его превосходительства, Adyutant yego prevoskhoditelstva) de Evgueni Tachkov : Isaak Lubersohn, le joaillier
- 1972 : Les ombres disparaissent à midi (Тени исчезают в полдень) : Ilya Yurgin
- 1979 : Les Aventures du Prince Florizel (Приключения принца Флоризеля) d'Ievgueni Tatarski : général Wandeler
- 1983 : Le Mystère des merles noirs (Тайна чёрных дроздов, Taïna tchiornykh drozdov) de Vadim Derbeniov : Mr Crump, le valet
- 1996 : Le Retour du cuirassé (ru) (Возвращение «Броненосца») de Guennadi Poloka : épisode

### Doublage
- 1978 : Les Trois de Prostokvachino (Трое из Простоквашино, Troye iz Prostokvachino) de Vladimir Popov : facteur Petchkine
- 1980 : Les Vacances à Prostokvachino (Каникулы в Простоквашино, Kanikouli v Prostokvachino) de Vladimir Popov : facteur Petchkine
- 1981 : Les Aventures de Vassia Kourolessov (Приключения Васи Куролесова) de Vladimir Popov : Kourotchkine, escroc
- 1984 : L'Hiver à Prostokvachino (Зима в Простоквашино, Zima v Prostokvachino) de Vladimir Popov : facteur Petchkine